# Песьевский сельсовет
Песьевский сельсовет — упразднённая административно-территориальная единица, существовавшая на территории Московской губернии и Московской области до 1958 года.
Песьевский сельсовет был образован в первые годы советской власти. По данным 1919 года он входил в состав Краснопахорской волости Подольского уезда Московской губернии.
В 1929 году Песьевский с/с вошёл в состав Краснопахорского района Московского округа Московской области.
4 июля 1946 года Краснопахорский район был переименован в Калининский.
7 декабря 1957 года Калининский район был упразднён и Песьевский с/с вошёл в Подольский район.
1 февраля 1958 года из Кутьинского с/с в Песьевский было передано селение Щапово.
27 августа 1958 года Песьевский с/с был упразднён, а его территория передана в Троицкий с/с.